# Халовел (Мејн)
Халовел (енгл. Hallowell) град је у америчкој савезној држави Мејн.

## Демографија
По попису из 2010. године број становника је 2.381, што је 86 (-3,5%) становника мање него 2000. године.
| Група             | 2000.         | 2010.         |
| Белци             | 2.372 (96,1%) | 2.253 (94,6%) |
| Афроамериканци    | 10 (0,4%)     | 16 (0,7%)     |
| Азијати           | 22 (0,9%)     | 35 (1,5%)     |
| Хиспаноамериканци | 28 (1,1%)     | 27 (1,1%)     |
| Укупно            | 2.467         | 2.381         |